# Liz (Rapperin)
Liz (* 3. Juni 1998 in Frankfurt am Main) ist eine deutsche Rapperin.

## Leben
Liz’ Eltern stammen aus der Türkei und haben türkisch-aserbaidschanische Wurzeln. Ihre Mutter wurde in Deutschland geboren, ihr Vater kam im frühen Kindesalter nach Deutschland. Liz wuchs im Frankfurter Stadtteil Ostend auf.
Ihre Eltern trennten sich früh. Ihr Vater sei viel im Nachtleben unterwegs gewesen, sagte sie der Frankfurter Rundschau. Später habe er im Gefängnis gesessen. Liz hat zwei jüngere Halbschwestern, die aus einer späteren Beziehung ihres Vaters stammen. Liz berichtete der Frankfurter Rundschau, dass ihre Mutter versucht habe, sie so gut wie möglich zu fördern. So besuchte sie im Kindergarten und im Hort Theater-Arbeitsgemeinschaften. Im Haushalt der Eltern wurde unter anderem die Musik der Rapper Azad, Moses Pelham und Haftbefehl gehört.
Mit 14 bekam Liz laut eigener Aussage Depressionen und fügte sich Selbstverletzungen zu. Es folgten ein Aufenthalt in einer geschlossenen Abteilung einer Psychiatrie und eine Therapie. Der Frankfurter Rundschau sagte sie, dass es sie viel Überwindung gekostet habe, darüber in Interviews zu sprechen. „Aber weil viele Jugendliche heutzutage wegen dieser perfekten Social-Media-Welt an Depressionen leiden, will ich ihnen zeigen: Ich bin auch nicht perfekt. Ich trage Narben auf der Haut.“ Ihre Mutter leidet zudem an Blindheit.
Mit 14 begann Liz, Marihuana zu konsumieren. Mit 15 oder 16 Jahren sei sie weiter auf die schiefe Bahn geraten, sagte sie der Frankfurter Rundschau. Sie habe in dieser Zeit Leute in Offenbach-Lauterborn kennengelernt, wo sie oft unterwegs war, und mit ihnen im Ostend abgehangen. Sie verkaufte Drogen, beging Einbrüche und Diebstähle. Es folgten Gerichtstermine und die Wohnung der Mutter wurde mehrmals durchsucht. Daraufhin zog sie von zu Hause aus und kam bei Freunden unter.
Später zog sie für zwei Jahre alleine ins Saarland und machte dort ihr Abitur. Dort fing sie an, Rap-Texte zu schreiben.

## Karriere
2018 wurde der Offenbacher Rapper Ramo auf sie aufmerksam.
Sie bekam in der Folge Unterstützung aus der Frankfurter Hip-Hop-Szene. Der Rapper Olexesh ließ sie in seinem Studio ihre ersten Songs aufnehmen. Er wollte sie auch unter Vertrag nehmen, doch sie ging nach Berlin und stellte sich beim Produzententeam FNSHRS vor. Weitere Rapper wie Manuellsen und Fler unterstützten Liz, nachdem sie ihre ersten Singles veröffentlicht hatte. 
Viel Aufmerksamkeit bekam Liz das erste Mal Ende 2020 mit ihrem Song Kuseng/Kuzine, der auch Teil ihrer Debüt-EP Bleibe echt ist, die im Februar 2021 veröffentlicht wurde. Auf dem YouTube-Kanal des Labels Aggro Berlin erschien im Mai 2021 die Single Mein Geld. Es ist die 427. Folge des Formats Halt die Fresse, auf der diverse Rapper Tracks veröffentlichen.
Ihr erster Track mit einem anderen Rapper war die im Januar 2021 erschienene Videosingle Reden mit Ramo. Im Juli war sie auf der Remix-Version zur Single Kanaken der Frankfurter Rapper Celo & Abdi zu hören. Zum Remix erschien auch ein eigenes Video. 
Mit Celo & Abdi brachte sie zudem im Januar 2022 die Videosingle #weisstduwasichmein heraus und mit der Frankfurter Rapperin Josi den Song Tokio. 
Liz sprach zudem das komplette Intro auf dem im Januar 2022 erschienenen Album Cancel Culture Nightmare von Fler und Bass Sultan Hengst. 
Am 21. Januar 2022 veröffentlichte sie ihr erstes Album Mona Liza, das Platz 79 der deutschen Charts erreichte. Am 15. Februar 2024 erschien ihr zweites Album Amy Winehouze.

## Musikstil
Liz’ Musik ist dem deutschen Straßen-/Gangsta-Rap zuzuordnen. Sie thematisiert in ihren Liedern Probleme aus Frankfurter Brennpunkten wie Kriminalität, in einigen Tracks auch ihre eigene Vergangenheit. Liz ist durch ihren harten Rapvortrag bekannt, der für zahlreiche männliche Rapper aus Frankfurt und Offenbach typisch ist. Liz’ Rapstil wird oft mit dem des Offenbacher Rappers Haftbefehl verglichen.

## Diskografie

### Alben
- 2022: Mona Liza
- 2024: Amy Winehouze

### EPs
- 2021: Bleibe Echt

### Singles
- 2020: Intro (Bleibe Echt)
- 2020: Kuzeng / Kuzine
- 2020: Mizgeburt
- 2021: Reden (mit Ramo)
- 2021: Mein Geld
- 2021: Stürm den Club
- 2021: Rollin’
- 2021: Allein sein
- 2021: Lichter
- 2021: High Life
- 2022: #weisstduwasichmein (mit Celo & Abdi)
- 2021: Tokio (mit Josi)
- 2022: Wer will Streit? (mit Twin)
- 2022: Ride Or Die (mit Ramo)
- 2023: CGI

### Gastbeiträge
- 2021: Break Ups (Senna Gammour feat. Liz; Krankfurt Remix mit Schwesta Ewa, Liz)
- 2021: Kanacken Remix (mit Celo & Abdi, Krime, Josi, DaVincci, Gucci Qzi, Arrior, FFRAGEZEICHEN, Neysii, ça Va?, Riccardo, Zined, Liz)
- 2023: WinAmp (Prinz Pi feat. Liz)
- 2024: Frankfurt ist rau (Vega feat. Liz)